# プルピット
プルピット (Pulpit) はアメリカ合衆国生産の競走馬、種牡馬。主な勝ち鞍に1997年のファウンテンオブユースステークス、ブルーグラスステークス。

## 経歴
- 特記事項なき場合、本節の出典はEQIBASE[2]

1997年1月11日、ガルフストリームパーク競馬場のメイドン競走でデビューして1着。2戦目のアローワンス競走も勝って2連勝とし、重賞初出走のファウンテンオブユースステークスも制して負け知らずの3連勝で重賞初制覇を挙げる。フロリダダービーでキャプテンボジットに屈して2着に終わるが、続くブルーグラスステークスで重賞2勝目。ケンタッキーダービーではシルバーチャームの4着となるもののレース中に故障したため、ケンタッキーダービーを最後に早々と引退した。

## 競走成績
以下の内容は、EQIBASEの情報および記載法に基づく。
| 出走日     | 競馬場                 | 競走名                  | 格 | 距離   | 頭数 | 枠番 (PP) | 馬番 (Pgm) | 着順 | 騎手        | 斤量（lb./kg換算） | タイム  | 着差         | 勝ち馬/（2着）馬  |
| ---------- | ---------------------- | ----------------------- | -- | ------ | ---- | --------- | ---------- | ---- | ----------- | ------------------ | ------- | ------------ | ----------------- |
| 1997.01.11 | ガルフストリームパーク | メイドン                |    | ダ7f   | 11   | 8         | 9          | 1着  | S. セラーズ | 120/54.5           | 1:21.98 | 7馬身1/2     | （Powerful Goer） |
| 0000.02.08 | ガルフストリームパーク | アローワンス            |    | ダ8.5f | 8    | 3         | 3          | 1着  | S. セラーズ | 117/53             | 1:42.08 | 6馬身3/4     | （Red Jade）      |
| 0000.02.22 | ガルフストリームパーク | ファウンテンオブユースS | G2 | ダ8.5f | 9    | 2         | 2          | 1着  | S. セラーズ | 112/51             | 1:41.86 | 1馬身1/2     | （Blazing Sword） |
| 0000.03.15 | ガルフストリームパーク | フロリダダービー        | G1 | ダ9f   | 8    | 4         | 4          | 2着  | S. セラーズ | 122/55.5           |         | （2馬身1/2） | Captain Bodgit    |
| 0000.04.12 | キーンランド           | ブルーグラスS           | G2 | ダ9f   | 7    | 4         | 4          | 1着  | S. セラーズ | 121/55             | 1:49.91 | 3馬身1/2     | （Acceptable）    |
| 0000.05.03 | チャーチルダウンズ     | ケンタッキーダービー    | G1 | ダ10f  | 13   | 7         | 8          | 4着  | S. セラーズ | 126/57             |         | （6馬身1/2） | Silver Charm      |

## 種牡馬時代
1998年より生まれ故郷でもあるクレイボーンファームで種牡馬となり、63頭におよぶステークスウイナーを送り出して、そのうち11頭がG1競走を制した。2012年12月6日に放牧場で死亡しているのが発見された。事前に病気の兆候は見られず突然死とみられ、遺体はクレイボーンファームに埋葬された。その種牡馬生活は、ケンタッキー州におけるシアトルスルー系種牡馬の地位を3位に位置付けるのに大きな役割を果たした。
後継種牡馬はタピットやパイロ、ラッキープルピットなど複数に及ぶ。

### 主な産駒
- 1999年生
  - ピットファイター（2004年武蔵野ステークス、2005年アンタレスステークス、マーキュリーカップ）[5]
- 2000年生
  - Sky Mesa / スカイメサ（2002年ホープフルステークス、種牡馬）[6]
  - Stroll / ストロール（2004年WRターフクラシック）
- 2001年生
  - Purge / パージ（2005年シガーマイルハンデキャップ、種牡馬）[7]
  - Tapit / タピット（2004年ウッドメモリアルステークス、種牡馬）[8]
  - Lucky Pulpit / ラッキープルピット（種牡馬）[9]
- 2003年生
  - Corinthian / コリンシアン（2007年メトロポリタンハンデキャップ、種牡馬）[10]
- 2004年生
  - Rutherienne / リュテリエンヌ（2007年デルマーオークス）[11]
- 2005年生
  - Pyro / パイロ（2009年フォアゴーステークス、種牡馬）[12]
- 2007年生
  - Ice Box / アイスボックス（2010年フロリダダービー、ケンタッキーダービー2着）[13]
  - Mi Sueno / ミスエーニョ（2009年デルマーデビュータントステークス。ミスエルテの母）[14]
- 2010年生
  - Power Broker / パワーブローカー（2012年フロントランナーステークス）[15]
- 2011年生
  - ウエスタンゼウス（種牡馬）
- 2012年生
  - Lord Nelson / ロードネルソン（2016年トリプルベンドインビテーショナルハンデキャップ、ビングクロスビーステークス、サンタアニタスプリントチャンピオンシップステークス）[16][17]

### 母父としての主な産駒
- Real Solution / リアルソリューション（2013年アーリントンミリオンステークス、2014年マンハッタンステークス）
- ミスエルテ（2014年ファンタジーステークス）
- Nadal / ナダル（2020年アーカンソーダービー）
- Summer Love / サマーラヴ（2018年亜オークス、亜1000ギニー）
- Mo Donegal / モードニゴール（2022年ベルモントステークス）
- Sibelius / シベリウス（2023年ドバイゴールデンシャヒーン）
- Tuz / タズ（2024年ドバイゴールデンシャヒーン）
- ミアネーロ（2024年フラワーカップ）
- ショウナンザナドゥ（2025年フィリーズレビュー）

## 血統表
| プルピットの血統           | プルピットの血統                                                                                      | プルピットの血統                                                                                      | （血統表の出典）                                                                                      | （血統表の出典） |
| 父系                       | シアトルスルー系                                                                                      | シアトルスルー系                                                                                      | シアトルスルー系                                                                                      | [ § 2 ]          |
| 父 A.P. Indy 1989年 黒鹿毛 | 父の父Seattle Slew 1974年 黒鹿毛                                                                      | Bold Reasoning                                                                                        | Boldnesian                                                                                            | Boldnesian       |
| 父 A.P. Indy 1989年 黒鹿毛 | 父の父Seattle Slew 1974年 黒鹿毛                                                                      | Bold Reasoning                                                                                        | Reason to Earn                                                                                        |                  |
| 父 A.P. Indy 1989年 黒鹿毛 | 父の父Seattle Slew 1974年 黒鹿毛                                                                      | My Charmer                                                                                            | Poker                                                                                                 | Poker            |
| 父 A.P. Indy 1989年 黒鹿毛 | 父の父Seattle Slew 1974年 黒鹿毛                                                                      | My Charmer                                                                                            | Fair Charmer                                                                                          |                  |
| 父 A.P. Indy 1989年 黒鹿毛 | 父の母Weekend Surprise 1980年 鹿毛                                                                    | Secretariat                                                                                           | Bold Ruler                                                                                            | Bold Ruler       |
| 父 A.P. Indy 1989年 黒鹿毛 | 父の母Weekend Surprise 1980年 鹿毛                                                                    | Secretariat                                                                                           | Somethingroyal                                                                                        |                  |
| 父 A.P. Indy 1989年 黒鹿毛 | 父の母Weekend Surprise 1980年 鹿毛                                                                    | Lassie Dear                                                                                           | Buckpasser                                                                                            | Buckpasser       |
| 父 A.P. Indy 1989年 黒鹿毛 | 父の母Weekend Surprise 1980年 鹿毛                                                                    | Lassie Dear                                                                                           | Gay Missile                                                                                           |                  |
| 母 Preach 1989 鹿毛        | 母の父Mr. Prospector 1970 鹿毛                                                                        | Raise a Native                                                                                        | Native Dancer                                                                                         | Native Dancer    |
| 母 Preach 1989 鹿毛        | 母の父Mr. Prospector 1970 鹿毛                                                                        | Raise a Native                                                                                        | Raise You                                                                                             |                  |
| 母 Preach 1989 鹿毛        | 母の父Mr. Prospector 1970 鹿毛                                                                        | Gold Digger                                                                                           | Nashua                                                                                                | Nashua           |
| 母 Preach 1989 鹿毛        | 母の父Mr. Prospector 1970 鹿毛                                                                        | Gold Digger                                                                                           | Sequence                                                                                              |                  |
| 母 Preach 1989 鹿毛        | 母の母Narrate 1980 黒鹿毛                                                                             | Honest Pleasure                                                                                       | What a Pleasure                                                                                       | What a Pleasure  |
| 母 Preach 1989 鹿毛        | 母の母Narrate 1980 黒鹿毛                                                                             | Honest Pleasure                                                                                       | Tularia                                                                                               |                  |
| 母 Preach 1989 鹿毛        | 母の母Narrate 1980 黒鹿毛                                                                             | State                                                                                                 | Nijinsky II                                                                                           | Nijinsky II      |
| 母 Preach 1989 鹿毛        | 母の母Narrate 1980 黒鹿毛                                                                             | State                                                                                                 | Monarchy                                                                                              |                  |
| 母系(F-No.)                | (FN:2-f)                                                                                              | (FN:2-f)                                                                                              | (FN:2-f)                                                                                              | [ § 3 ]          |
| 5代内の近親交配            | Bold Ruler 5×4×5=12.50%、Round Table・Monarchy 5×4=9.38%、Princequillo 5×5=6.25%、Nasrullah 5×5=6.25% | Bold Ruler 5×4×5=12.50%、Round Table・Monarchy 5×4=9.38%、Princequillo 5×5=6.25%、Nasrullah 5×5=6.25% | Bold Ruler 5×4×5=12.50%、Round Table・Monarchy 5×4=9.38%、Princequillo 5×5=6.25%、Nasrullah 5×5=6.25% | [ § 4 ]          |
| 出典                       | 1. 2. 3. 4.                                                                                           | 1. 2. 3. 4.                                                                                           | 1. 2. 3. 4.                                                                                           | 1. 2. 3. 4.      |

- 主な近親はフェオラ#牝系図を参照。